# Ziererhaus
Das Ziererhaus ist ein ehemaliges Bürgerpalais in der historischen Altstadt von Freising (Oberbayern). Der dreigeschossige Bau wurde um das Jahr 1730 als Wohnhaus für den Hofmaurermeister Johann Lorenz Hirschstötter errichtet. Er gilt als einer der bedeutendsten Bauten des Rokoko in Altbayern.
Das Haus wurde am Rindermarkt neben der Stadtpfarrkirche St. Georg errichtet. Die Fassade wird von sieben Fensterachsen streng gegliedert. Drei dieser Achsen sind durch einen Mittelrisalit leicht betont. Über dem Risalit durchbricht ein mächtiger Giebel das Walmdach.
Die gesamte Fassade des Ziererhauses ist reich dekoriert mit aufwändigen Stuckelementen, die von dem Freisinger Stuckateur Thomas Glasl stammen. Die einzelnen Fensterachsen sind mit Girlanden verziert. Darin eingearbeitet Medaillons, Wappen und Trophäen.

Das Gebäude wurde um 1980 entkernt. Heute befindet sich das Standesamt der Stadt Freising darin. Der Name Ziererhaus bezieht sich auf die Buchdruckerei Zierer, die dort ihren Sitz hatte.

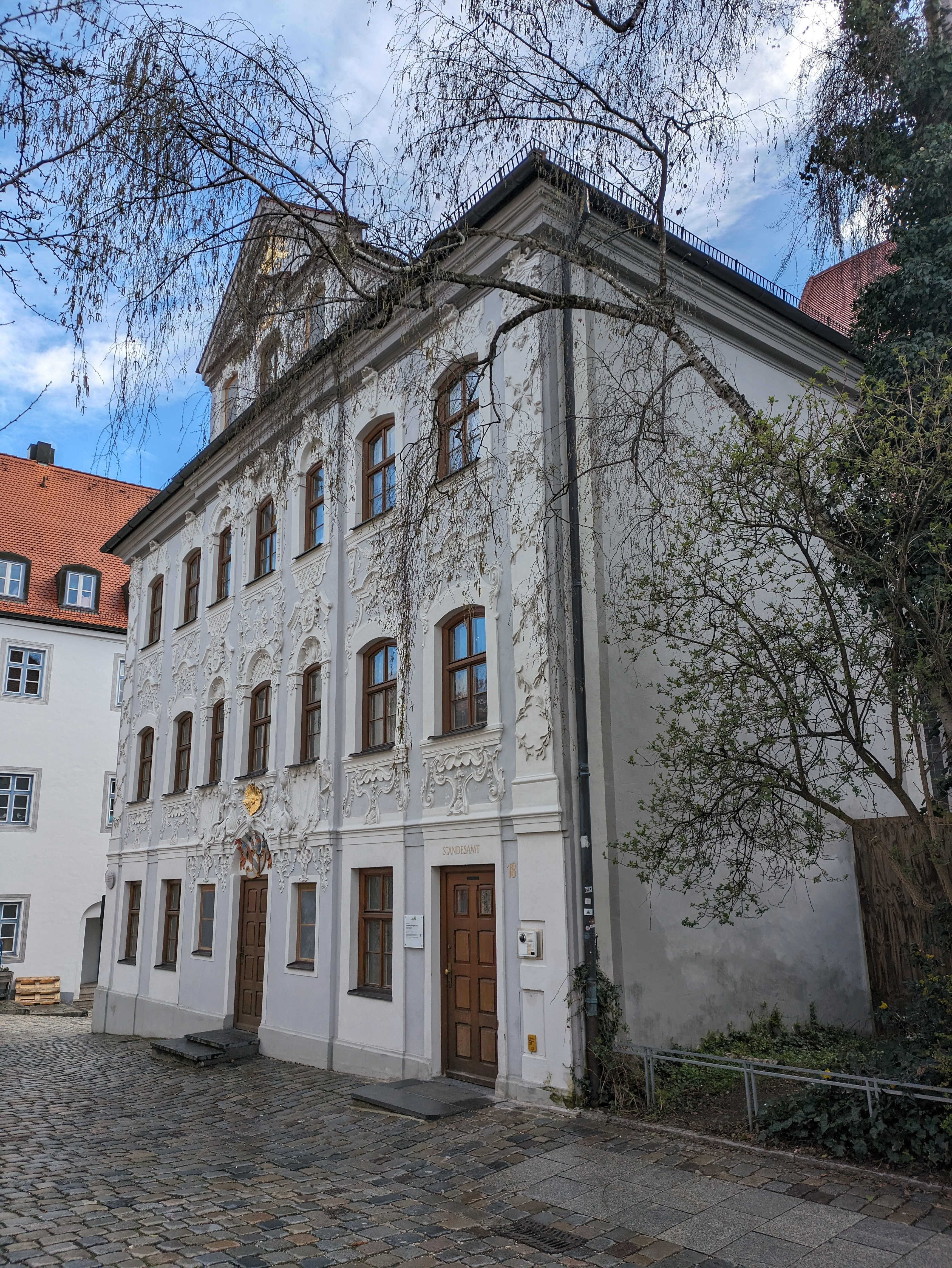
Gesamtansicht
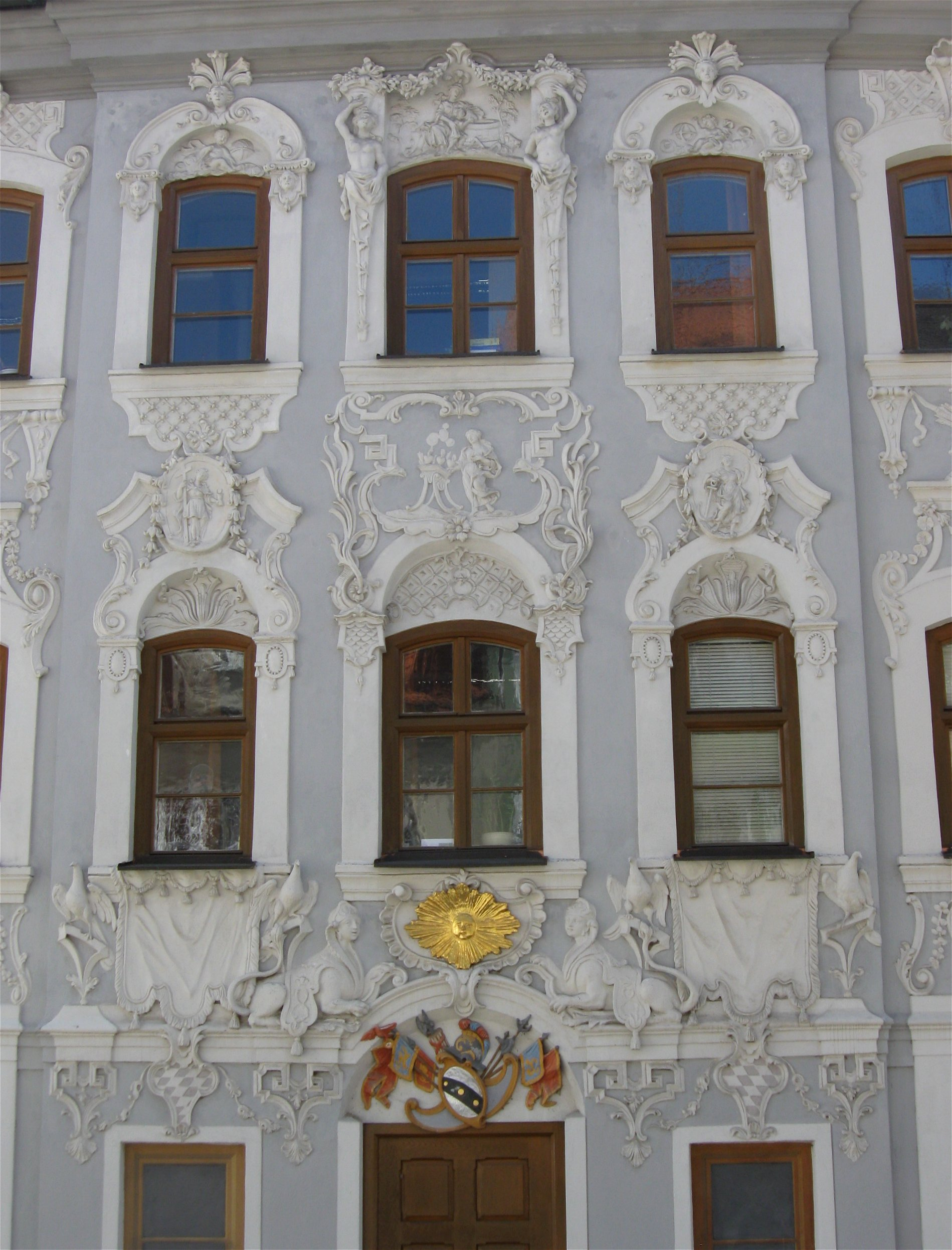
Stuckfassade
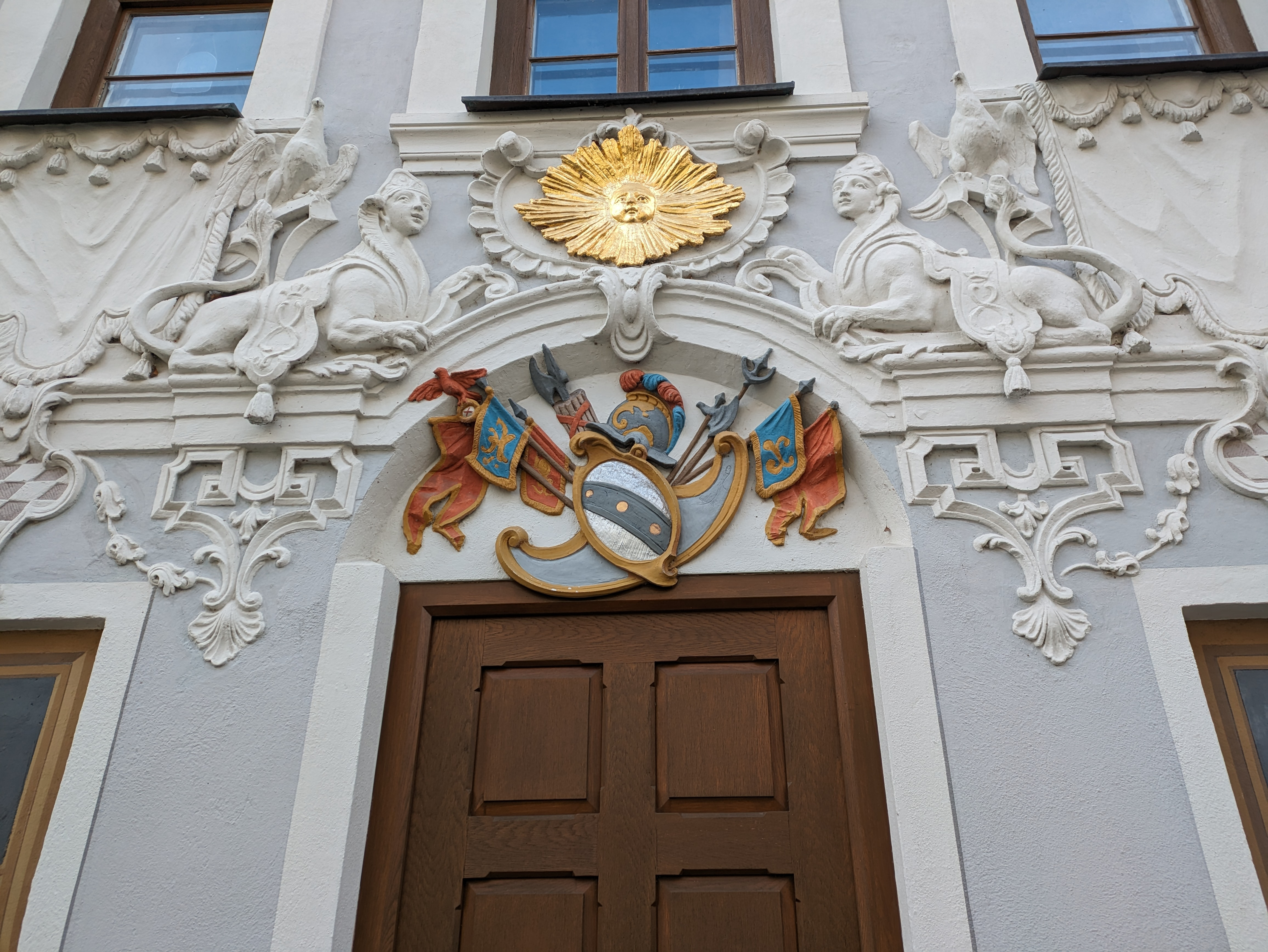
Stuck über der Eingangstüre